# Aloe cataractarum
Aloe cataractarum är en grästrädsväxtart som beskrevs av T.A.Mccoy och John Jacob Lavranos. Aloe cataractarum ingår i släktet Aloe och familjen grästrädsväxter.
Artens utbredningsområde är Tanzania. Inga underarter finns listade i Catalogue of Life.